# HD 110067
HD 110067是一顆已知有六顆次海王星系外行星的恆星（b、c、d、e、f、g），半徑範圍為1.94R⊕（地球半徑）至 2.85R⊕。這些行星以有節奏的軌道共振繞主星運行。這顆恆星和相關的行星系統位於105光年外的后髮座。
HD 110067與光譜聯星系統HD 110106是一個寬闊的三合星系統的一部分。

## 描述
HD 110067位於彗髮座，距離太陽系100 光年，有六顆已知的次海王星系外行星（b、c、d、e、f、g）環繞著，半徑範圍為從1.94R⊕ 到 2.85 R⊕，其密度（和固體核心）與太陽系中的氣態巨行星相似。一如我們所知，行星系統中沒有一顆行星被發現處於適合生命生存的適居帶中。

## 發現
在最內層圍繞HD 110067運行兩顆的系外行星，一顆是明亮的K0型恆星，在2020年率先被NASA的TESS太空望遠鏡，使用凌日法發現。其餘四顆系外行星是歐洲太空總署的太空望遠鏡，在2023年額外使用CHEOPS進行觀測，後來才被確認的結果。

## 科學重要性

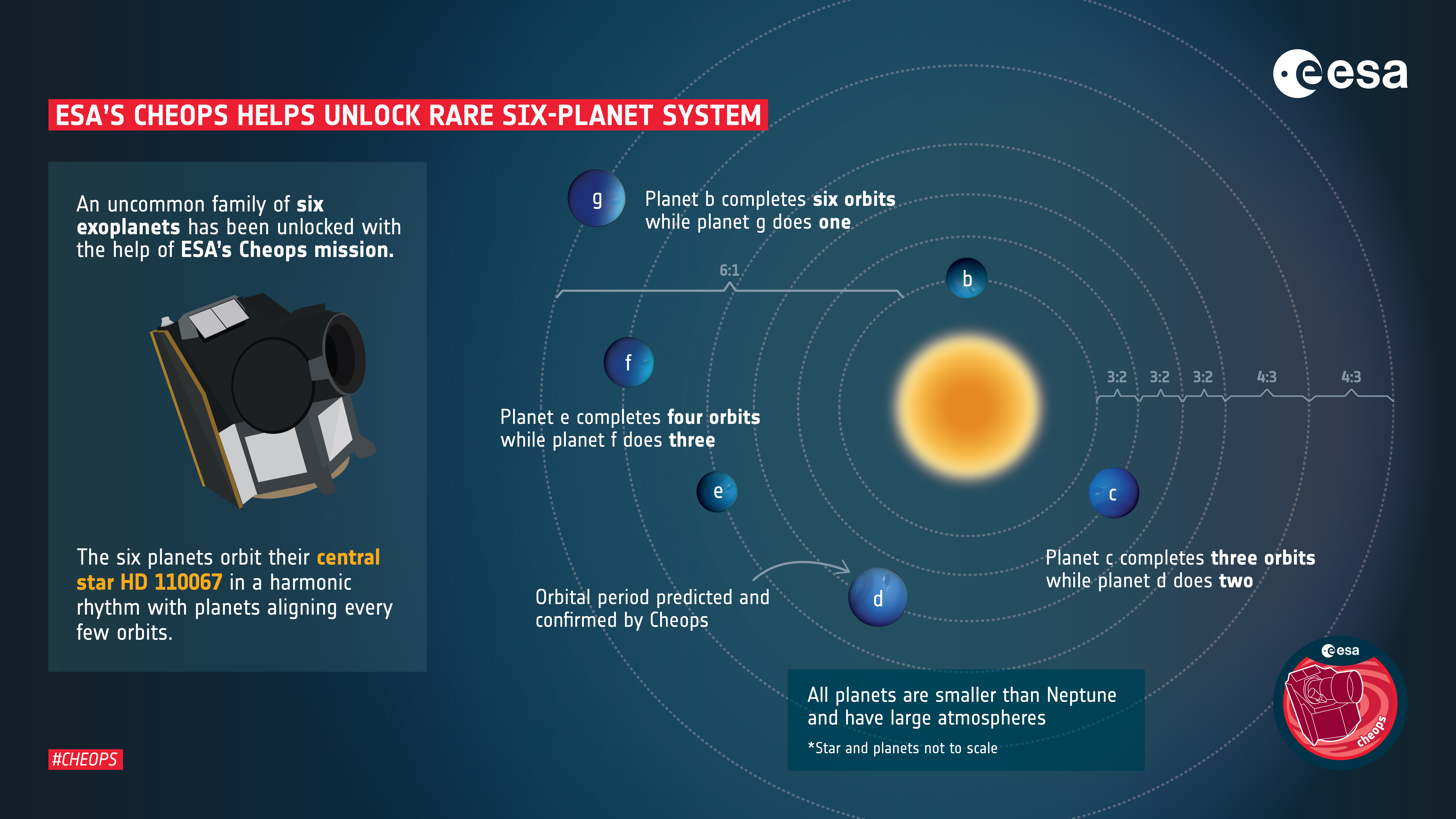
HD 110067行星系統中的六顆行星都比海王星小，並且以非常精確的華爾茲方式圍繞著它們的母星旋轉：當離恆星最近的行星繞著它轉三圈時，第二顆行星在同一時間正好繞著它轉兩圈；這稱為 3：2 共振；這六顆行星以 3：2、3：2、3：2、4：3 和 4：3 成對形成共振鏈，導致最內側的行星完成六個軌道，而最外層的行星完成一個軌道。

在2023年11月29日，由芝加哥大學天文學家拉斐爾·盧克（Rafael Luque）領導的國際天文學家團隊在《Nature》題為《次海王星凌日明亮恆星的共振六胞胎 HD 110067》的報告。根據盧克的說法：「這就像看化石一樣，今天行星的軌道與十億年前相同。」
對HD 110067行星系統的進一步研究，可以更好地理解太陽系中行星軌道的模式是如何產生的，這種模式曾經可能開始和諧，但後來變得混亂。可能是一顆經過的恆星、行星或其它一些天體能夠破壞新生諧波軌道動力學的結果。此外，對該系統的進一步研究，包括對行星內部和大氣層的成分研究，也可能提供對可能支援生命的條件更好的理解。

## 行星系統
六顆已知的次海王星系外行星（b，c，d，e，f，g），行星距離半徑從主星HD 10067到行星的距離半徑從1.94R⊕到2.85R⊕。所有行星都比海王星小，並且有大的大氣層。這顆恆星和相關的行星系統位於后髮座星座，距離100光年外。該系統中所有六顆行星的質量範圍從3.9M⊕（地球質量）到8.5M⊕。HD 110067系統中的所有行星軌道，相較於水星和太陽之間的距離，都更接近它們的恆星。
這些行星以軌道共振的同步節奏圍繞主星運行（銀河系中具有這種罕見系統對稱性的只有1%）：最內層的行星每繞三圈，下一顆行星則繞二圈，即所謂的3:2共振；同樣的3:2共振也適用於第二和第三行星，以及第三和第四行星； 而第四顆行星每繞四次，第五顆行星繞四圈，這就是所謂的4:3共振；此外，倒數第二顆的第五行星以同樣的4:3共振與第六顆行星運行。此外，最內層的行星完成六個軌道，與最外層的行星完成一個軌道的時間完全相同。
整個系統的諧振比為54:36:24:16:12:9。共振週期為~492 d⊕ （地球日）
| 成員 (依恆星距離) | 质量               | 半長軸 (AU)    | 轨道周期 (天) | 離心率 | 傾角          | 半径           |
| ----------------- | ------------------ | -------------- | ------------- | ------ | ------------- | -------------- |
| b                 | 5.69+1.78 −1.82 M⊕ | 0.0793±0.00096 | 9.113678(10)  | —      | 89.061±0.099° | 2.200±0.030 R⊕ |
| c                 | < 6.3 M⊕           | 0.1039±0.0013  | 13.673694(24) | —      | 89.687±0.163° | 2.388±0.036 R⊕ |
| d                 | 8.52+3.31 −3.25 M⊕ | 0.1362±0.0017  | 20.519617(40) | —      | 89.248±0.046° | 2.852±0.039 R⊕ |
| e                 | < 3.9 M⊕           | 0.1785±0.0022  | 30.793091(12) | —      | 89.867±0.089° | 1.940±0.040 R⊕ |
| f                 | 5.04+1.89 −1.94 M⊕ | 0.2163±0.0026  | 41.05854(10)  | —      | 89.673±0.046° | 2.601±0.042 R⊕ |
| g                 | < 8.4 M⊕           | 0.2621±0.0032  | 54.76992(20)  | —      | 89.729±0.073° | 2.607±0.052 R⊕ |

## 延伸閱讀
- Bean, Jacob L.; Raymond, Sean N.; Owen, James E. . Journal of Geophysical Research: Planets. 22 October 2020, 126. arXiv:2010.11867 . doi:10.1029/2020JE006639.

## 外部連結
- YouTube上的HD 110067 – Planetary System (video; 2:33)